# NEutrino Mediterranean Observatory
Il NEutrino Mediterranean Observatory (Osservatorio di neutrini nel Mar Mediterraneo) è un progetto italiano volto alla realizzazione di un telescopio per neutrini astrofisici di alta energia (tra 1×1011 eV e 1×1017 eV). Il progetto è sviluppato dall'Istituto nazionale di fisica nucleare.

## Teoria
L'utilizzo dei neutrini di alta energia nello studio degli oggetti celesti permette di ampliare l'intervallo delle energie accessibili, e quindi studiare il cosmo in modo complementare all'astrofisica tradizionale, estendendone l'orizzonte di osservabilità. Nel caso degli apparati sottomarini, la rivelazione avviene attraverso la raccolta della luce Čerenkov generata dalla propagazione in acqua delle particelle cariche prodotte dall'interazione dei neutrini astrofisici. La luce Čerenkov prodotta viene rivelata attraverso un opportuno reticolo di fotomoltiplicatori installato nelle profondità marine.
Il progetto attuale della collaborazione NEMO prevede l'installazione di circa 6000 fotomoltiplicatori, disposti secondo un reticolo predefinito, in un sito abissale nel Mar Mediterraneo. Sarà instrumentato un volume d'acqua dell'ordine del km3, rendendo possibile la rivelazione Čerenkov di neutrini astrofisici. L'utilizzo di una tale quantità d'acqua è reso necessari dal fatto che i neutrini hanno una probabilità di interagire con la materia bassissima e quindi per poter rilevare delle collisioni si deve utilizzare una grandissima quantità di materiale bersaglio.

## Fase 1
Essendo il progetto ambizioso e sotto molto punti di vista molto innovativo si è deciso di realizzare un progetto di test per affinare le tecnologie e le metodologie di sviluppo. La Fase 1 ha permesso la realizzazione del progetto Onde (Ocean Noise Detection Experiment) per monitorare il rumore acustico sottomarino. I rilevatori Onde sono stati installati a 2 chilometri di profondità a circa 20 chilometri da Catania. I rivelatori Onde hanno permesso ai biologi marini di individuare la presenza dei capodogli nel mediterraneo. Il rilevatore ha individuato un numero molto elevato di capodogli ribaltando le attuali tesi sul numero di capodogli nel mediterraneo.

## Nemo
Quando la Fase 1 verrà terminata verrà realizzato il rilevatore vero e proprio di neutrini. Il rilevatore sarà installato a 3,5 chilometri di profondità a 100 chilometri da Portopalo di Capopassero. Il rivelatore utilizzerà 80 torri alte 750 metri e occuperà un chilometro cubo di acqua marina.
Nel febbraio 2010 è stata calata dalla nave Certamen una torre alta circa 600 metri al largo della Sicilia. La torre è stata ancorata a circa 2000 metri di profondità nel corso di un'operazione durata 10 ore. Questa torre è tenuta in posizione da una boa di superficie ed è dotata di 80 sensori per rilevare i lampi prodotti dai neutrini per effetto Čerenkov. L'installazione costituisce una prova generale per collaudare procedure e materiali in previsione dell'installazione di altre torri simili che andranno a costituire il telescopio KM3.